# Rhodopiola cavicola
Rhodopiola cavicola es una especie de escarabajo. Es la única especie del género Rhodopiola, en la familia Leiodidae. Fue descrita por Guéorguiev, VB en 1960. Se encuentra en Bulgaria.